# Вруцкий, Валентин Аполлинарьевич
Валентин Аполлинарьевич (Аполинарович) Вруцкий (30 июля 1904, c. Березовка, Липовецкий уезд, Киевская губерния, Российская империя  —  1974, Владикавказ) — советский военачальник, командир дивизии  в годы Великой Отечественной войны. Полковник (1942).

## Начальная биография
Родился 30 июля 1904 года в селе Березовка в крестьянской семье.
До службы в армии работал подмастерье-котельщиком в чугунолитейной мастерской в городе Липовец.

## Военная служба

### Гражданская война
В Гражданскую войну с января 1920 г. служил бойцом-курьером в Липовецком уездном военном комиссариате,
В 1921—1922 годах — продармеец-фуражир уездного продовольственного комитета.

### Межвоенный период
С 1922 по 1925 год работал на станции Липовец разливщиком нефтяного склада.
С октября 1925 по июль 1927 г. учеба  в советской партийной школе 2-й ступени в г. Винница, затем работал агитатором-пропагандистом в Липовецком райкоме ВКП(б).
В октябре 1927 г. В. А. Вруцкий был призван в РККА и зачислен в  72-й Ленинградский стрелковый полк 24-й стрелковой Самаро-Ульяновской железной дивизии.
В 1928-1929 годах учеба в Одесской нормальной военной школе.
В 1929 г. командовал стрелковым и учебным взводами в 224-м стрелковом полку 75-й стрелковой дивизии Украинского военного округа (г. Прилуки)
В 1931 году исполнял должность командира учебного взвода  52-го управления начальника работ Украинского военного округа.
С 1933 по 1939 год служил на должностях командира учебной роты, начальником штаба и врид командира батальона в 284-м стрелковом полку 95-й стрелковой дивизии (г. Котовск).

### Советско-финляндская война
В январе 1939 года назначен на должность командира батальона в 90-й стрелковый полк.
В  1940 году  принимал участие в Советско-финской войне на Карельском перешейке, в боях получил ранение.

### Великая Отечественная война
С началом Великой Отечественной войны в составе 95-й стрелковой дивизии, участвовал в боях по защите советско-румынской границы. В августе 1941 года в боях восточнее Одессы получил ранение в голову и контузию.
В январе 1942 г. подполковник В. А. Вруцкий был назначен командиром 143-го стрелкового полка 224-й стрелковой дивизии Крымского фронта, а с апреля там же командовал 143-й стрелковой курсантской бригадой. В мае 1942 года получил очередное ранение, до июня этого же года - на излечении в госпитале.
В июне 1942 года назначен командиром 83-й отдельной морской стрелковой бригады Северо-Кавказского фронта. В сентябре последовало  отстранение от должности и В. А. Вруцкий зачислен в распоряжение штаба Приморской группы войск Закавказского фронта, затем назначен заместителем командира 216-й стрелковой дивизии 47-й армии.
В декабре 1942 года - в должности командира 318-й стрелковой дивизии, находившейся в обороне северо-восточнее Новороссийска. Командуя дивизией участвовал в Новороссийско-Таманской наступательной операции. В боях за освобождение Новороссийска 13 сентября полковник В. А. Вруцкий был ранен и до 29 октября находился в госпитале, затем назначен заместителем командира 20-го стрелкового корпуса.
С мая 1944 года - слушатель в  Высшей военной академии им. К. Е. Ворошилова. В марте 1945 года - направлен в распоряжение Военного совета 4-го Украинского фронта и с 24 апреля допущен к исполнению должности командира 241-й стрелковой Винницкой дивизии.. Участвовал в Пражской наступательной операции, в боях при овладении городами Цешин и Оломоуц.

## В послевоенные годы
С  августа 1945 года в должности заместителя командира 73-го стрелкового Силезского корпуса Львовского военного округа,
С июля 1946 года - заместитель командира 24-й стрелковой Самаро-Ульяновской Бердичевской дважды Краснознаменной орденов Суворова и Богдана Хмельницкого железной дивизии.
В июне 1947 г. переведен командиром 24-го гвардейского стрелкового полка 10-й гвардейской стрелковой дивизии Закавказского военного округа. 
С июля 1948 г. был военкомом Промышленного района г. Дзауджикау Северо-Осетинской АССР. В 1954 году уволен в запас.
Умер в 1974 году. Захоронен в городе Владикавказ.

## Память
- 22 сентября 1977 года именем В. А. Вруцкого была названа улица в Новороссийске[6].

## Воинские звания
- Полковник (1942).

## Награды
- Орден Ленина (02.1942),
- Орден Суворова 2 степени (09.1943),
- Два ордена Красного Знамени (07.1945, 11.1947),
- Два ордена Красной Звезды (04.1940, 11.1944).
- Медаль «За оборону Одессы» (22.12.1942)
- Медаль «За оборону Кавказа» (01.05.1944)
- Медаль «За победу над Германией в Великой Отечественной войне 1941—1945 гг.»
- медаль "ХХ лет РККА" (22.02.1938).
- Орден «Крест Грюнвальда».
- Медаль Победы и Свободы